# 푸리에 변환
- 사인파의 진폭이 다양한 방식으로 표현되어 있다. (1)은 일반적인 첨두치peak 진폭을, (2)는 최대치와 최저치 사이의 차이를, (3)은 제곱평균제곱근을, (4)는 주기를 나타낸다.
- θ만큼 위상차가 생긴 모습

푸리에 변환(Fourier transform, FT)은 시간이나 공간에 대한 함수를 시간 또는 공간 주파수 성분으로 분해하는 변환을 말한다. 푸리에 변환은 이 변환으로 나타난 주파수 영역에서 함수를 표현한 결과물을 가리키는 용어로도 종종 사용된다. 이 변환은 조제프 푸리에가 열전도에 대한 연구에서 열 방정식의 해를 구할 때 처음 사용되었다.
시간에 대한 함수를 푸리에 변환했을 때 얻어지는 복소함수에서 각 주파수에서의 진폭은 원래 함수를 구성하던 그 주파수 성분의 크기를, 편각은 기본 사인 곡선과의 위상차를 나타낸다. 푸리에 변환된 결과물로부터 피변환함수를 복원할 수도 있고, 이를 증명하는 정리를 푸리에 역변환 정리라고 한다.
원래 함수에 적용할 수 있는 선형 연산은 주파수 영역에도 그 대응되는 연산이 존재하는데, 때때로 이 대응되는 선형 연산이 더 간단할 수도 있다. 시간 영역에서 미분은 주파수 영역에서는 주파수와의 곱셈으로 나타나기 때문에 미분방정식을 푸리에 공간으로 옮겨와 푸는 경우도 종종 발생한다. 또 시간 영역에서의 합성곱은 주파수 영역으로 옮겨오면 평범한 곱셈과 같다. 이런 경우에는 원 함수를 푸리에 공간으로 옮겨와 여기서 선형연산을 적용한 뒤, 다시 역변환을 통해 원 함수를 복원하는 방식으로 연산을 더 쉽게 적용할 수 있다. 이처럼 더 단순한 함수와 연산은 조화해석학 분야에서 체계적으로 연구되고 있으며 현대 수학에 폭 넓게 응용되고 있다.
시간 영역에서는 좁은 지역에서 표현되는 함수를 주파수 영역으로 푸리에 변환하면 함수가 넓게 퍼지게 된다. 이를 불확정성 원리라 한다. 그러나 가우스 함수는 푸리에 변환을 해도 똑같이 가우스 함수로 나타난다. 이 가우스 함수는 확률 이론과 통계학에서 뿐만 아니라 정규 분포를 나타내는 물리 현상에 대한 연구에서 매우 중요하게 다뤄진다. 조제프 푸리에가 푸리에 변환을 통해 구한 열 방정식의 해가 바로 가우스 함수의 꼴을 띄었다.
엄밀히 말하면 푸리에 변환은 일종의 적분 변환으로, 리만 이상적분이어서 더 복잡한 적분 이론을 요구하는 응용분야에서는 적합하지 않을 수 있다. 대표적으로 많은 경우 디랙 델타 함수를 일종의 함수로 푸리에 변환에 응용하지만, 수학적으로 엄밀한 관점을 취하면 더 심도있는 고찰이 필요하다.
푸리에 변환은 유클리드 공간의 변수들로 구성된 함수로 일반화할 수도 있다. 즉, 3차원 공간의 함수를 3차원 공간의 운동량에 대한 함수로 바꿀 수도 있고, 혹은 공간과 시간의 함수를 4차원 운동량에 대한 함수로 변환할 수 있다. 이것은 파동에 대한 연구나 양자역학에서뿐 아니라 공간이나 운동량 또는 둘 모두를 함수로 표현할 때 파동 공식 표현이 중요한 분야에서 공간에서의 푸리에 변환이 매우 자연스럽게 사용되도록 하였다. 일반적으로 푸리에 공식이 적용가능한 함수는 복소수이며, 벡터 값을 가질 수 있다. 집합군을 이용한 함수에서는 더 많은 형태가 가능하다. ℝ 또는 ℝn (덧셈에 닫혀있는 집합군으로 보여지는)의 원래의 푸리에 변환 외에, 알려져 있듯이 이산시간 푸리에 변환(DTFT, 집합 ℤ)과 이산 푸리에 변환(DFT, 집합 ℤ mod N), 푸리에 급수, 원형 푸리에 변환(집합 S1, 단위원 = 끝점이 같은 유한 폐구간)을 포함한다. 마지막 것은 보통 주기함수에서 다루어진다. 고속 푸리에 변환은 DFT를 계산하기 위한 하나의 알고리즘이다.

## 정의
함수 {\displaystyle x(t)}가 복소수 범위에서 정의되어 있고 르베그 적분이 가능할 때, 이 함수의 푸리에 변환 {\displaystyle X(\xi )}는 다음과 같이 정의된다.
{\displaystyle X(\xi )=\int _{-\infty }^{\infty }x(t)\ e^{-2\pi i\xi t}\,dt} ({\displaystyle \xi }는 모든 실수 범위)
여기서 일반적으로 독립변수 {\displaystyle t}는 시간을 나타내고, 변환변수 {\displaystyle \xi }는 주파수를 나타낸다.
{\displaystyle X(\xi )} 대신에 {\displaystyle {\hat {x}}(\xi )} 또는 {\displaystyle {\mathcal {F}}\{x\}(\xi )}와 같은 표기를 사용하기도 한다.

## 소개

영상의 초반부에 f 가 푸리에 급수로 분해되어 파란색으로 표시된다. 이 사인파들을 주파수에 따라 나열하면 영상의 후반부에 나타나는 것처럼 디랙 델타 함수의 꼴로 표시된다. 이 때 주파수 영역에서의 함수를 f̂ 로 표시한다.

푸리에 급수에서 출발하자. 푸리에 급수에서는 복잡한 모양의 주기함수를 사인과 코사인으로 분해한다. 푸리에 변환은 일반적인 함수의 주기를 무한대로 간주하여 접근한다.
오일러 공식을 통해 e2πiθ = cos(2πθ) + i sin(2πθ)로 나타낼 수 있어서 푸리에 급수의 기본 함수를 삼각함수가 아닌 e2πiθ로 사용한다. 이를 통해 공식을 더 간단하게 표시할 수 있다는 이점이 있다. 삼각함수를 복소지수함수로 나타낼 경우 푸리에 계수들도 복소수의 값을 가져야 한다. 이 때 푸리에 계수의 진폭은 원래 함수를 구성하던 그 주파수 성분의 크기를, 편각은 기본 사인 곡선과의 위상차를 나타낸다. 이 정의를 사용하면 주파수가 음의 값을 가지는 경우도 발생한다. 따라서 푸리에 변환에서의 주파수는 "시간당 몇 회 진동하는지"에 대한 개념으로만 설명될 수는 없고 하나의 확장된 개념이다.

## 푸리에 급수
- DST 이산 사인 변환
- DCT 이산 코사인 변환
- FFT 고속 푸리에 변환
- DFT 이산 푸리에 변환

## 푸리에 적분
{\displaystyle f(x)=\int _{0}^{\infty }A(w)\cos wxdw+B(w)\sin wxdw} ({\displaystyle x}는 모든 음이 아닌 실수 범위)
여기서 A(w)와 B(w)는 다음과 같다.
{\displaystyle A(w)={1 \over \pi }\int _{-\infty }^{\infty }f(t)\cos wtdt}
{\displaystyle B(w)={1 \over \pi }\int _{-\infty }^{\infty }f(t)\sin wtdt}

## 푸리에 변환의 단점
시간에 대한 연속성이 고려되지 않음으로써 많은 문제가 야기된다. 이러한 단점을 보완하기 위해 DTFT, STFT, 웨이블릿 변환, 가버변환, MFCCs 등등이 연구되었다.

## 같이 보기
- 라플라스 변환
- 푸리에 급수

## 주해
1. ↑  Vretblad (2000)는 함수해석학이나 분포 이론 등 깊은 수학적 개념들을 도입하지 않고 수학적으로 완전한 설명을 해냈다.